# ポショーロク (行政区画)
ポショーロク（ロシア語: Посёлок）は、ロシア、ウクライナ、ベラルーシ、カザフスタンの行政区画名の1種である。
ロシアでは、主に建設年度の新しい都会風の村を指す（ただし、ロシアとウクライナではセロ等と区別する法律上の基準はない）。